# Lysimachia engleri
Lysimachia engleri là một loài thực vật có hoa trong họ Anh thảo. Loài này được R. Knuth mô tả khoa học đầu tiên năm 1905.